# Муллагалямов, Марат Сабитович
Марат Сабитович Муллагалямов — советский хозяйственный, государственный и политический деятель.

## Биография
Родился в 1930 году в селе Серменево. Член КПСС.
С 1953 года — на хозяйственной, общественной и политической работе. В 1953—2006 гг. — механик, старший механик, инженер-исследователь Уфимской организации п/я 20, на партийной работе в Башкирском обкоме КПСС и Стерлитамакском горкоме КПСС, председатель исполкома Стерлитамакского городского Совета народных депутатов, заместитель председателя Совета Министров Башкирской АССР, заместитель генерального директора ПО «Башнефть», старший инженер в Йемене, председатель Республиканского совета ветеранов войны, труда, Вооруженных Сил и правоохранительных органов в Башкирии.
Живёт в Башкортостане.